# مذبحة وهران عام 1962
كانت مذبحة وهران عام 1962 مذبحة وقعت بحق المدنيين الأوروبيين وكان معظمهم من الفرنسيين في وهران، بالجزائر في 5 يوليو عام 1962، في نهاية ثورة التحرير الجزائرية (1954 - 1962). وعلى الرغم من أن معظم من قتلوا كانوا من الأوروبيين، فقد قتل الكثير من الجزائريين أيضًا. وتقدر حصيلة القتلى بـ 95 قتيلاً (كان عدد قليل منهم - 20 - قتيلاً من الأوروبيين)  واختفى 453 شخصًا.

## الخلفية
وقعت ثورة التحرير الجزائرية في عام 1954. وكانت حكومة الرئيس الفرنسي شارل ديغول تأمل في أن يضع الاستفتاء على استقلال الجزائر في 8 يناير 1961، ونتائج اتفاقيات إيفيان في 18 مارس 1962، حدًا للصراع الوحشي. بدأت الاتفاقيات، التي تم التوصل إليها خلال فترة وقف إطلاق النار بين القوات المسلحة الفرنسية والمنظمة الوطنية الجزائرية جبهة التحرير الوطني الجزائرية (FLN)، في عملية نقل السلطة من الفرنسيين إلى الأغلبية الجزائرية.
كان من المفترض أن تضمن اتفاقيات إيفيان حقوق السكان المستعمرين من الأقدام السوداء، والفرنسيين، والإسبان، واليهود، وسلامتهم في الجزائر المستقلة. ومع ذلك انتشرت شائعات في ذلك الوقت في جميع أنحاء مجتمع الأقدام السوداء تفيد بأنهم واقعون بين اختيارين «الحقيبة أو التابوت» (المنفى أو الموت). ومع ظهور نهاية النزاع المسلح، خففت الحكومة الفرنسية إجراءاتها الأمنية على الحدود الجزائرية مع المغرب، مما سمح لجبهة التحرير الوطني بحرية الحركة بشكل كبير داخل الجزائر. بدأ المستوطنون من الأقدام السوداء الفرنسيين وبعض الجزائريين الموالين لفرنسا بالفرار من الجزائر في أبريل عام 1962، وبحلول أواخر مايو هاجر مئات الآلاف، وبشكل أساسي إلى المناطق الحضرية الفرنسية.
عارض المستوطنون من الأقدام السوداء وعدد من أفراد الجيش الفرنسي الاستقلال بشدة وبدأت منظمة الجيش السري (OAS) المناهضة للاستقلال حملة تمرد علنية ضد الحكومة الفرنسية، معلنة أن جيشها سيصبح «القوة المحتلة». وأعلنت منظمة الجيش السري سياسة «الأرض المحروقة» لإنكار التنمية التي حققتها فرنسا على حكومة جبهة التحرير الوطني المستقبلية. وقد بلغت هذه السياسة ذروتها في 7 يونيو 1962، حيث قامت قوات من منظمة الجيش السري بإحراق مكتبة الجزائر العاصمة، والتي كانت تحوي 60000 مجلد، وفجروا دار بلدية وهران، ومكتبة البلدية، وأربع مدارس. وبالإضافة إلى ذلك كانت منظمة الجيش السري تنتهج حملة تفجيرات إرهابية أسفرت في مايو 1962 عن مقتل ما يقدر بنحو 10 إلى 15 شخصًا يوميًا في وهران.

## الحدث
تحت الحكم الفرنسي كان في وهران 250,000 نسمة من أصول أوروبية. وفي صباح 5 جويلية عام 1962، وهو اليوم الذي أصبحت فيه الجزائر مستقلة، دخلت سبع كتائب (فرق) من قوات جبهة التحرير الوطني إلى المدينة. ولكنهم تعرضوا لإطلاق نار من جانب بعض الأوروبيين. وتوجه حشد من المسلمين الغاضبين نحو الأحياء التي يقطنها الأقدام السوداء في المدينة، التي تم إجلاء من فيها إلى حد كبير، وهاجموا ما تبقى فيها من المدنيين الأوروبيين ويقدر عددهم بنحو 40000 مدني. ولم تتوقف أعمال العنف التي استمرت عدة ساعات وشملت قطع رقاب الرجال والنساء والأطفال في النهاية إلا بعد نشر قوات الدرك الوطني الفرنسي.
وتختلف التقديرات الخاصة بمجموع الإصابات اختلافًا كبيرًا. فقد أعلنت الصحف المحلية في ذلك الوقت عن مقتل 1500 شخص. وأعلن الدكتور مصطفى نايت، مدير مركز مستشفى وهران في فترة ما بعد الاستقلال عن مقتل 95 شخصًا، (13 شخصًا لقوا حتفهم عن طريق الطعن حتى الموت)، من بينهم 20 أوروبيًا، وإصابة 161 شخصًا. وذكرت مصادر أخرى اختفاء ما يصل إلى 453 شخصًا. وتم إدراج 153 شخصًا من السكان الفرنسيين في الموقع الإلكتروني للنصب التذكاري الافتراضي.
لم يُبذل أي جهد لوقف المذبحة سواء من جانب الشرطة الجزائرية أو من جانب القوات الفرنسية التي بلغ قوامها 18000 جندي والتي بقيت في المدينة في ذلك الوقت. وجاءت الأوامر من باريس «بعدم التحرك»، لتترك بذلك الأوروبيين في وهران دون مساعدة.
يعتقد العديد من السكان الفرنسيين أن المجزرة كانت تعبيرًا عن سياسة متعمدة من جانب جبهة التحرير الوطني، لإثارة غضبهم وتحفيز هجرة جماعة الأقدام السوداء. وبينما لم تثبت صحة ذلك، فقد أنهت عمليات القتل أي أمل في تحقيق المصالحة بين المجتمعات الأوروبية والعربية.
وفي محاكمة جان باستين ثيري عام 1963، الذي حاول اغتيال الرئيس ديغول، أشار محامي الدفاع إلى مذبحة وهران، وادعى أن ما قام به باستين ثيري كان مبررًا لأن ديغول قد تسبب في إحداث إبادة جماعية للسكان الأوروبيين في الجزائر.